# Nekrolog 1933
Nekrolog
◄◄
| ◄
| 1929
| 1930
| 1931
| 1932
| 1933 | 1934 | 1935 | 1936 | 1937 | ► | ►►
1. Quartal |
2. Quartal |
3. Quartal |
4. Quartal 
Weitere Ereignisse | Allgemeiner Nekrolog 1933
Die Beschreibung der verstorbenen Person sollte so kurz wie möglich gehalten sein und nur deren signifikante Tätigkeit(en) enthalten.
Neue Namen ggf. auch unter dem Geburts- und Sterbedatum, also etwa unter 1. Januar und im Geburts- und Sterbejahr (2024) eintragen (nur bei entsprechender großer Wichtigkeit). Für Beispiele siehe die schon vorhandenen Artikel.
Außerdem über die fünf zuletzt Verstorbenen, zu denen es einen ausreichend guten Artikel für eine Präsentation auf der Hauptseite gibt, nach der todesbedingten Überarbeitung der Artikel ggf. auch unter Wikipedia Diskussion:Hauptseite informieren und sie am besten auch in den anderen Wikipedia-Sprachversionen eintragen. Tipp: Regelmäßig bei news.google.de nach „ist tot“, „gestorben“ oder „verstorben“ suchen.
Wenn eine Person gestorben ist, gibt es viele Seiten zu dieser Person in der Wikipedia, die davon auch betroffen sind und entsprechend aktualisiert werden müssen. Beispiele: Namenübersichtsseite, Geburtsjahr, Geburtsort-Seiten und viele mehr.
Wie finde ich die betroffenen Seiten?
Im Suchfeld auf der linken Seite gibt man den Suchbegriff so ein: „Vorname Nachname“. Dann klickt man auf Volltext und alle Seiten mit entsprechendem Suchtext werden aufgerufen. Hier sieht man dann schnell, wo auch das Todesjahr Sinn macht oder sogar ein Teil des Artikels angepasst werden muss. Auch hilft das „Werkzeug“ auf der linken Seite sehr gut, um solche Seiten aufzufinden: „Links auf diese Seite“. Somit ist die Wikipedia wieder aktuell in allen Bereichen! Hinweis: bei Eintragung der Kategorie „Gestorben JAHR“ wird der Missbrauchsfilter 49 ausgelöst, was jedoch nicht schlimm ist. Siehe: Spezial:Missbrauchsfilter/49
Dies ist eine Liste von im Jahr 1933 verstorbenen bekannten Persönlichkeiten. Die Einträge erfolgen innerhalb der einzelnen Daten alphabetisch sortiert. Tiere sind im Nekrolog für Tiere zu finden.
Die Liste ist nach Quartalen aufgeteilt:
- Nekrolog 1. Quartal 1933: Januar, Februar und März
- Nekrolog 2. Quartal 1933: April, Mai und Juni
- Nekrolog 3. Quartal 1933: Juli, August und September
- Nekrolog 4. Quartal 1933: Oktober, November und Dezember

## Datum unbekannt
| Name                                  | Beruf, bekannt als                                                                                           |
| ------------------------------------- | --- |
| Ludwig Außerwinkler                   | deutscher Hochschullehrer, Professor für Chemie und Fotografie                                               |
| Rudolf Bachmann                       | österreichischer Maler, Architekt und Medailleur                                                             |
| Paul Barthel                          | deutscher Genre- und Landschaftsmaler                                                                        |
| Robert Beielstein                     | deutscher Maler                                                                                              |
| William Boosey                        | englischer Musikveranstalter und -verleger                                                                   |
| Horatio Bottomley                     | britischer Journalist und Politiker, Mitglied des House of Commons                                           |
| Horace Archer Byatt                   | britischer Kolonialgouverneur von Tanganjika und Trinidad und Tobago                                         |
| Emil Carthaus                         | deutscher Geologe und Höhlenkundler                                                                          |
| Louis Napoléon Chaltin                | belgischer Leutnant in Belgisch Kongo                                                                        |
| Abel Chevalley                        | französischer Diplomat                                                                                       |
| Luella Clay Carson                    | US-amerikanische Pädagogin und Universitätspräsidentin                                                       |
| Martin Dentler                        | deutscher Unternehmer, Aussteller, Distributor, Filmproduzent und Pionier des frühen deutschen Kinos         |
| Gottfried Eckhardt                    | deutscher Maler                                                                                              |
| August Einwald                        | deutscher Afrikareisender                                                                                    |
| Leticia Euroza                        | mexikanische Komponistin                                                                                     |
| Emmanuel du Parquet                   | französischer Offizier und Diplomat                                                                          |
| Clemens Fahle                         | deutscher Jurist und Politiker (FVg), MdR                                                                    |
| Joseph Faltin                         | deutscher Jurist und Politiker (Zentrum), MdR                                                                |
| Adolf Feldmann                        | deutscher Kürschnermeister                                                                                   |
| Paul Felgentreff                      | deutscher Landschafts- und Genremaler                                                                        |
| Robert de Fiori                       | österreichisch-ungarischer Journalist                                                                        |
| Robert Fleming                        | schottischer Bankier und Mäzen                                                                               |
| Mary Parker Follett                   | Autorin über Managementtheorien und politische Theorien                                                      |
| Attilio Formilli                      | italienischer Bildhauer und Illustrator                                                                      |
| Hugo von Gahlen                       | deutscher Unternehmer                                                                                        |
| Eugène Gaillard                       | französischer Designer                                                                                       |
| Sergei Iwanowitsch Gussew             | bolschewistischer Berufsrevolutionär                                                                         |
| Heywood Hardy                         | englischer Maler und Grafiker                                                                                |
| Richard Hauffe                        | österreichischer Fotograf                                                                                    |
| Ernest Hébrard                        | französischer Stadtplaner, Architekt und Archäologe                                                          |
| Karl Hennecke                         | deutscher Manager der Montanindustrie                                                                        |
| Henry Beaumont Herts                  | US-amerikanischer Architekt                                                                                  |
| Karl Heyden                           | deutscher Genre-, Stillleben-, Porträt-, Veduten-, Architektur- und Landschaftsmaler der Düsseldorfer Schule |
| Lucius D. Hill                        | US-amerikanischer Politiker                                                                                  |
| Arthur Hind                           | US-amerikanischer Industrieller und Philatelist                                                              |
| Adolf Hirémy-Hirschl                  | österreichischer Maler                                                                                       |
| Eduard Hirnschrodt senior             | österreichisch-deutscher Orgelbauer                                                                          |
| Ljubow Janowska                       | ukrainische Schriftstellerin                                                                                 |
| Gustavo Jiménez                       | peruanischer Präsident 1931                                                                                  |
| Johanna Kappes                        | deutsche Ärztin                                                                                              |
| Carl Friedrich Kappstein              | deutscher Tier- und Stilllebenmaler und Grafiker                                                             |
| Verkine Karakaschian                  | armenische Schauspielerin                                                                                    |
| Irma Katz                             | österreichische Malerin                                                                                      |
| Emil Kayser                           | deutscher Verwaltungs- und Ministerialbeamter und Kommunalpolitiker                                          |
| Eduard Klablena                       | österreichischer Künstler                                                                                    |
| Hanns Kornberger                      | österreichischer Architekt des Jugendstils                                                                   |
| Karl Krösell                          | deutscher Geistlicher und Politiker (DRP)3                                                                   |
| Charles le Morvan                     | französischer Astronom                                                                                       |
| Heinrich Lehmann                      | deutscher Lehrer                                                                                             |
| Käthe Leu                             | deutsche Politikerin                                                                                         |
| Piet Leysing                          | deutsch-niederländischer Landschafts- und Genremaler                                                         |
| René Lorin                            | französischer Ingenieur und Erfinder des Staustrahltriebwerks                                                |
| William John McCart                   | kanadischer Politiker (Ontario Liberal Party)                                                                |
| Eduard Moll                           | deutscher Gymnasiallehrer                                                                                    |
| Charles le Morvan                     | französischer Astronom                                                                                       |
| Eugen Mossgraber-Falk                 | deutscher Maler                                                                                              |
| Julius Müller-Massdorf                | deutscher Genre- und Porträtmaler sowie Illustrator der Düsseldorfer Schule                                  |
| Hans Müller                           | deutscher Rechtsanwalt und Manager der medizinisch-technischen Industrie                                     |
| Stanislaus von Nayhauß-Cormons        | deutscher Offizier und politischer Aktivist                                                                  |
| Nishinoumi Kajirō III.                | japanischer Sumōkämpfer                                                                                      |
| Njoya                                 | König vom Bamoun                                                                                             |
| Otto Ottbert                          | deutscher Theaterschauspieler und -regisseur                                                                 |
| José de Paiva Gomes                   | portugiesischer Offizier                                                                                     |
| Albert Paulis                         | belgischer Kolonialoffizier, Erbauer der Chemins de fer Vicinaux du Congo                                    |
| Alfred Pearse                         | britischer Illustrator                                                                                       |
| Frank William Peek                    | US-amerikanischer Elektrotechniker                                                                           |
| Max Peters                            | deutscher Ministerialbeamter und Staatssekretär                                                              |
| Doris Raab                            | deutsche Kupferstecherin und Radiererin                                                                      |
| Josef Reif                            | deutscher Verbandsfunktionär                                                                                 |
| George Reneau                         | US-amerikanischer Old-Time-Musiker                                                                           |
| Karl Ritter                           | deutscher Stellmacher und Widerstandskämpfer gegen den Nationalsozialismus                                   |
| Ana Roque de Duprey                   | puerto-ricanische Schriftstellerin, Pädagogin und Frauenrechtlerin                                           |
| Wanda von Sacher-Masoch               | österreichische Schriftstellerin                                                                             |
| Adam Scheidt                          | deutschamerikanischer Brauer, Inhaber der C. & A. Scheidt Company                                            |
| Adolf Schmidt                         | deutscher Politiker und Bankdirektor                                                                         |
| Heinrich Schoppen                     | deutscher Kommunalpolitiker                                                                                  |
| Hermann Schweitzer                    | deutscher Kunsthistoriker                                                                                    |
| Hubert Schwerger                      | deutscher Ringer                                                                                             |
| Bruno Seibt                           | deutscher Politiker (Zentrum), MdR                                                                           |
| Otto Seifert                          | deutscher Internist, Dermatologe, Hals-, Nasen- und Ohrenarzt und Professor                                  |
| Antoin Sevruguin                      | iranischer Fotograf                                                                                          |
| Maurice Talmeyr                       | französischer Journalist und Schriftsteller                                                                  |
| Graeme Thomson                        | britischer Kolonialgouverneur                                                                                |
| Gebhard von Trotha                    | deutscher Verwaltungsbeamter                                                                                 |
| Muhammad Nafi Tschelebi               | syrischer Student in Berlin                                                                                  |
| Frederick Vezin                       | US-amerikanisch-deutscher Maler, Radierer und Lithograph                                                     |
| Paul Walther                          | deutscher Bildhauer und Tierplastiker                                                                        |
| Adolf Wenter                          | Theaterschauspieler sowie Filmschauspieler und Regisseur beim deutschen Stummfilm                            |
| Wjatscheslaw Kasimirowitsch Wiskowski | russischer Filmregisseur, Drehbuchautor und Schauspieler                                                     |
| Max Wittmer                           | deutscher Verwaltungsbeamter                                                                                 |
| Joseph Wolfschütz                     | mährischer Ingenieur und Professor der TH Brünn                                                              |
| Georg Wopfner                         | bayerischer Ministerialrat                                                                                   |
| Yusuf Franko Pascha                   | osmanischer Staatsmann                                                                                       |